# Eleanor Hadley
Eleanor Martha Hadley, née le 17 juillet 1916 à Seattle et décédée le 1er juin 2007, était une économiste américaine et professeure au Smith College et à l'Université George-Washington.

## Biographie
Eleanor Hadley est née en 1916 à Seattle. Elle a obtenu son diplôme d'études secondaires au Franklin High School en 1934. Son père était ingénieur et sa mère était une éducatrice de la petite enfance et éducatrice spécialisée pour les enfants handicapés.
Elle a ensuite étudié au Mills College de Oakland, Californie, suivi d'une bourse d'études à l'université impériale de Tokyo. Elle obtient un BA en économie et politique et philosophie du Mills College en 1938. En 1936, puis de 1938 à 1940, elle a effectué de nombreux voyages eu Japon et en Chine.
Le travail qu'elle effectuait pour son doctorat en économie à l'Université Harvard University a été interrompu en 1943 quand elle a été recrutée pour rejoindre l'effort de guerre américain.

## Carrière
Eleanor Hadley commença à travailler pour le département d'état américain en 1943. Elle était une chercheuse en économie japonaise. À la fin de la deuxième guerre mondiale, elle a rejoint l'équipe du commandant suprême de forces alliées (SCAP) à Tokyo pendant l'occupation du Japon. Son rôle était d'aider à casser les « zaibatsu » qui étaient les grands groupes industriels et financiers qui dominaient l'économie japonaise,,,.
Elle a été professeur au Smith College dans le Massachusetts et au George Washington University à Washington, D.C. Par ses écrits, Eleanor Hadley est devenue la « chroniqueuse principale de l'expérimentation anti-trust au Japan pendant l'occupation. »

## Œuvres choisies
Dans une étude statistique des œuvres écrits par ou concernant Eleanor Hadley, OCLC/WorldCat recense plus de 10 ouvrages et plus de 20 publications en 3 langues et ils font partie du fonds de plus de 1'0000 bibliothèques.
- Antitrust in Japan. Princeton University press, 1970,  (ISBN 978-0691621289)[9]
- Memoir of a Trustbuster a Lifelong Adventure with Japan (2002)
- Japan's Export Competitiveness in Third World Markets (1981)
- 財閥解体: GHQ エコノミストの回想  (2004)